# 菲律賓自治邦
菲律賓自治邦，又称菲律賓自由邦、菲律賓自治国、菲律賓自治政府、菲律賓共和國等，是一個已不存在的自由邦。成立於1935年。在此之前為美屬菲律賓（1898年—1935年），曾是美國的一個未合併領土；直至1946年菲律賓共和國成立為止。菲律賓邦被規劃為邁向完全獨立前的過渡政府，它的外交事務仍然由美國管理。
在其短暫的存在時間中，菲律賓自治邦擁有健全的行政與司法體系。立法體系最初為一院制，後期轉為兩院制。

## 名称
菲律宾自由帮也被称为“菲律宾联邦”，［17］［18］或简称为“菲联邦”。它的西班牙语正式名称是菲联邦两种官方语言中的另一种语言，是菲律宾联邦（［fili'pinas］）。1935年宪法在其条款中使用“菲律宾”作为该国的简称，并仅使用“菲律宾群岛”来指代1935年之前的地位和机构。在岛屿政府 （1901-1935）下，这两个术语都是官方的。1937年，他加禄语被宣布为国家语言的基础，两年后生效。翻译成他加禄语的国家正式
```
Kómonwélt ng Pilipinas（［prl'pinas］）。 (commonwealth of the Philippines )
```

## 历史
1935年之前的美国领土管理或岛屿政府由美国总统任命的总督领导。1932年12月，美国国会通过了《野兔-霍斯切割法》，前提是给予菲律宾人独立。
该法律规定包括为美国保留几个军事和海军基地，以及对菲律宾出口征收关税和配额。当他获得可能的签名时，赫伯特•胡佛总统否决了《野兔-霍斯切割法》，但美国国会在1933年否决了胡佛的否决权，尽管胡佛反对，还是通过了该法律。然而，该法案遭到了当时的菲律宾参议院议长 Manuel L.的反对。奎松也被菲律宾参议院否决了。1935年之前的美国领土管理或岛屿政府由美国总统任命的总督领导。
这导致了《泰丁斯-麦克达菲法案》或《菲律宾独立法案》的建立和通过，该法案允许菲律宾联邦的成立，为期十年的和平过渡到完全独立—其日期是菲联邦成立十周年后的7月4日。1934年7月30日在马尼拉召开了制宪会议，1935年2月8日，大会以177票对1票批准了1935年菲律宾联邦宪法。宪法由富兰克林•D罗斯福总统批准。罗斯福于1935年3月25日批准，并于1935年5月14日通过全民投票批准。
1935年9月16日，举行了总统选举。候选人包括前总统埃米利奥•阿奎纳多、菲律宾独立教会
奧比斯波 •马西莫•格雷戈里奧•阿格里帕伊等人。曼努埃尔•L。民族主义党的奎松和塞尔吉奥•奥斯米纳分别赢得了总统职位和副总统职位。
菲联邦政府于1935年11月15日上午在马尼拉立法大楼的台阶上举行了仪式。大约30万人参加了这次活动。